# Клирмонт (Мисури)
Клирмонт (енгл. Clearmont) град је у америчкој савезној држави Мисури.

## Демографија
По попису из 2010. године број становника је 170, што је 21 (-11,0%) становника мање него 2000. године.
| Група             | 2000.       | 2010.       |
| Белци             | 188 (98,4%) | 168 (98,8%) |
| Афроамериканци    | 0 (0,0%)    | 0 (0,0%)    |
| Азијати           | 0 (0,0%)    | 0 (0,0%)    |
| Хиспаноамериканци | 2 (1,0%)    | 0 (0,0%)    |
| Укупно            | 191         | 170         |